# Tongai Mnangagwa
Tongai Mafidi Mnangagwa (nascido a 10 de fevereiro de 1978) é um político do Zimbábue que atualmente serve como membro do Parlamento para o eleitorado de Harare Sul. Ele é sobrinho do Presidente Emmerson Mnangagwa e é o único membro da ZANU-PF representando a Província de Harare.

## Infância e educação
Mnangagwa nasceu a 10 de fevereiro de 1978 na Zâmbia.  Ele mudou-se para o Zimbábue ainda criança, frequentando a Escola Primária Haig Park, em Harare. Fez os seus O Levels na Gokomere High School, um internato católico na província de Masvingo, antes de completar o ensino médio na Prince Edward School, uma escola pública em Harare. Frequentou a Harare Polytechnic e obteve um certificado em marketing.

## Carreira política
Mnangagwa ingressou na ZANU-PF aos 18 anos e tornou-se o presidente de jovens do partido para o distrito de Tangwena aos 20 anos.  Mais tarde, mudou-se para o sul de Harare e se juntou ao distrito de Leopold Takawira como membro do comité, mais tarde se tornando o comissário político do conselho principal.
Em 2018, Mnangagwa foi candidato da ZANU-PF para a Casa da Assembleia em 2018, concorrendo contra mais de uma dúzia de outros candidatos.  No dia da eleição, Mnangagwa ganhou com uma pluralidade de 39%, derrotando os dois candidatos da Aliança MDC, o titular, Shadreck Mashayamombe e Tichaona Saurombe, que receberam 24% e 12%, respectivamente, bem como o candidato do MDC-T, Desmond Jambaya, que ganhou 6% dos votos. Ele foi empossado no Parlamento no dia 5 de setembro de 2018.

## Vida pessoal
Mnangagwa é casado e mora no subúrbio de Harare, em Mabelreign.  Ele tem quatro filhos com a sua esposa, Gwendolyn Mnangagwa.  Ele é sobrinho do Presidente Emmerson Mnangagwa e de sua esposa, a primeira-dama Auxillia Mnangagwa.